# Melogale orientalis
Melogale orientalis är en däggdjursart som först beskrevs av Thomas Horsfield 1821.  Melogale orientalis ingår i släktet solgrävlingar och familjen mårddjur. IUCN kategoriserar arten globalt som otillräckligt studerad.

## Utseende
Arten blir 30 till 40 cm lång (huvud och bål), har en 14,5 till 17 cm lång svans och väger mellan 1 och 2 kg. Den mjuka pälsen har en brun grundfärg som kan se gråaktig ut beroende på ljusförhållanden. Vitaktiga eller något gulaktiga fläckar eller strimmor förekommer på övre halsen, strupen, bröstet och buken. Huvudet kännetecknas av ganska stora ögon, flera vitaktiga fläckar och väl utvecklade morrhår.
Sekretet som produceras i analkörtlarna används antagligen för kommunikationen eller för att försvara sig mot fiender.
Melogale orientalis har smala extremiteter och alla fötter är utrustade med böjda klor. Det mellersta fingret/tån är vid fram- och baktassar längst och tummen/stortån respektive lillfingret/lilltån är minst och ungefär lika långa.
Förutom könsorganen finns inga yttre skillnader mellan honor och hanar. Arten skiljer sig inte mycket från de andra solgrävlingarna men den har en avvikande utbredning.

## Utbredning och habitat
Denna solgrävling förekommer med flera från varandra skilda populationer på Java och på Bali. Den hittas i låglandet och i låga bergstrakter upp till 1180 meter över havet. Melogale orientalis kan troligen anpassa sig till olika habitat. De flesta observationer gjordes i skogar och i trädodlingar.

## Ekologi
Några vuxna individer och deras ungar bildar en liten flock. De är aktiva mellan skymningen och gryningen och gräver med sina klor i marken eller i lövskiktet efter föda som daggmaskar och andra ryggradslösa djur. Arten jagar även mindre däggdjur och småfåglar. Födan kompletteras med ägg, kadaver, frukter och kanske andra växtdelar. Enligt öarnas befolkning klättrar Melogale orientalis oftare i växtligheten än andra solgrävlingar.
Fortplantningssättet och livslängden är troligen lika som hos andra solgrävlingar.

## Underarter
Arten delas in i följande underarter:
- M. o. orientalis
- M. o. sundaicus